# نقطه برتری (فیلم)
نقطه برتری (به انگلیسی: Vantage Point) فیلمی است محصول سال ۲۰۰۸ به کارگردانی پیت تراویس. در این فیلم بازیگرانی همچون دنیس کواید، متیو فاکس، فارست ویتاکر، آیلیت زورر، سیگورنی ویور، ادگار رامیرز، ویلیام هرت، ادواردو نوریگا، ریچارد تی جونز، بروس مک‌گیل، سعید تغماوی، زویی سالدانا، هولت مک‌کالانی، جیمز لوگرو ایفای نقش کرده‌اند.